# Escritura kitán grande
La escritura kitán grande o kitán de grandes caracteres era uno de los dos sistemas de escritura kitán utilizados para la lengua kitán, actualmente extinguida. Se utilizó entre los siglos X-XII por los kitán, que habían creado el imperio Liao al noroeste de China. Además de la escritura grande, los kitán también utilizaban un sistema de escritura funcionalmente independiente conocido como escritura kitán pequeña. Ambas escrituras kitán continuaron siendo utilizadas por los Yurchen, décadas después de la caída de la dinastía Liao, hasta que estos adoptaron un sistema de escritura propio. Las muestras de escritura conservadas se encuentran sobre todo en epitafios y lápidas funerarias, además de fragmentos en otros tipos de superficie.

## Historia
Abaoji del clan Yelü, conocido póstumamente como emperador Taizu, fundador de la dinastía Liao, ordenó el desarrollo de la escritura kitán hacia el año 920. “La escritura grande”, o “caracteres grandes" (大字), tal como era denominado en algunas fuentes chinas, se estableció para redactar las crónicas del nuevo estado kitán. La escritura kitán grande estaba basaba en los caracteres chinos.

## Influencias

### Tangut
Apenas un siglo más tarde, sus vecinos hablantes del lenguaje tangut de la Dinastía Xia Occidental introdujeron la escritura tangut en 1036, diseñada por el oficial de alto rango Yeli Renrong bajo la supervisión del emperador Tangut Li Yuanhao. Pese a las posibles influencias entre los pueblos kitán y tangut, ambas escrituras se guían por reglas completamente diferentes.

### Yurchen
Algunos de los caracteres de la escritura yurchen, introducida hacia 1120, tienen parecidos con la escritura kitán grande. Según algunas fuentes, los descubrimientos de inscripciones en lápidas funerarias y epitafios dan pistas de la conexión entre kitán y yurchen. Después de la caída de la dinastía Liao, las escrituras kitán continuaron siendo utilizadas por los yurchen unas cuantas décadas, hasta que fueron reemplazadas del todo por la escritura yurchen en 1191, cuando se suprimieron por orden del emperador Zhangzong de la dinastía Jin.

## Corpus

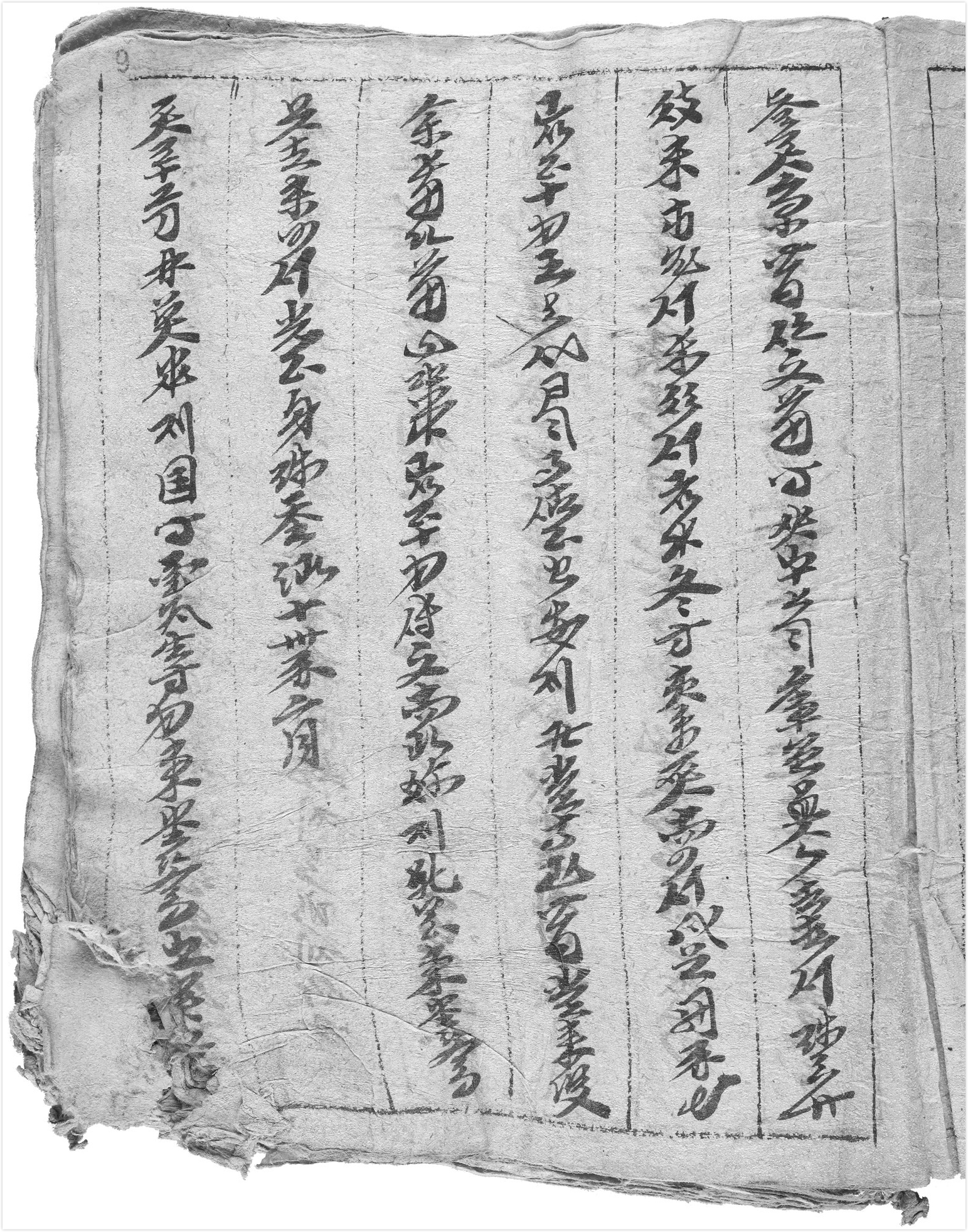
Folio 9 del códice manuscrito Nova N 176.

No se ha encontrado ningún texto impreso en lengua kitán, y a excepción de cinco ejemplos de escritura kitán grande con glosas chinas en un libro sobre caligrafía escrita por Tao Zongyi (陶宗儀) a mediados de siglo XIV, no hay ningún glosario chino ni diccionarios de kitán. Aun así, en 2002 se identificó un fragmento corto de un manuscrito kitán con siete caracteres en kitán grande y glosas interlineares en antiguo alfabeto uigur en la colección de la Academia de Ciencias de Berlín-Brandemburgo. Más tarde, en el 2010, se identificó un códice manuscrito (Nova N 176) conservado en el Instituto de Manuscritos Orientales de la Academia de Ciencias Rusa de San Petersburgo que, según Viacheslav Zaytsev, está escrito en escritura kitán grande, presentando una longitud de aproximadamente 15.000 caracteres (127 páginas).
La fuente principal de los textos kitán son inscripciones en lápidas funerarias, mayoritariamente se trata de tablillas conmemorativas enterradas en tumbas de la nobleza kitán. Hubo muchas controversias por discernir si una lápida funeraria particular pertenecía a la escritura grande o pequeña y finalmente los especialistas han identificado, al menos como hipótesis, que varios monumentos (como estelas o fragmentos de estela) están escritos usando escritura grande. Hay aproximadamente 17 lápidas conocidas con inscripciones en escritura kitán grande, que datan de entre 986 y 1176.
Además de inscripciones funerarias, también se han encontrado inscripciones cortas en ambas escrituras kitán en tumbas murales y pinturas sobre rocas, y en varios utensilios como espejos, amuletos, paiza (tablillas de la autoridad dadas a oficiales y enviados), y sobre todo en monedas fuera de circulación. También constan un número de sellos oficiales de bronce con caracteres inscritos en un complicado estilo de escritura kitán. El memorial de Yelü Yanning (datado en el año 986) es una de las inscripciones en escritura kitán grande más antiguas.

## Descifrado
La escritura kitán grande se consideraba relativamente sencilla. Los caracteres se escribían con un espaciado siempre igual, en columnas verticales, del mismo modo que en chino escrito tradicional. A pesar de que la escritura grande mayoritariamente utiliza logogramas, puede haber ideogramas y silabogramas para marcar funciones gramaticales. 
La escritura grande tiene parecido con la escritura china, con muchas palabras tomadas directamente del chino con modificaciones, o sin ellas, (p. ej. los caracteres 二,三,十,廿,月,日, los cuales aparecen en fechas en la inscripción aparentemente bilingüe Xiao Xiaozhong muzhi de Xigushan, en Jinxi, provincia de Liaoning ). La mayoría de caracteres de la escritura grande, aun así, no guarda relación directa con otros caracteres chinos. El significado de la mayoría de los caracteres continúa siendo desconocido, excepto el de unos cuántos (números, símbolos de algunos de los cinco elementos y las doce ramas terrestres que los kitán utilizaban, según parece, para designar los años del ciclo sexagesimal) que se han establecido analizando fechas en inscripciones kitán. En todo caso, el total de caracteres de la escritura grande que se consideran identificados está entre 800 y 1000.